# Anthophila ussuriensis
Anthophila ussuriensis is een vlinder uit de familie van de glittermotten (Choreutidae). De wetenschappelijke naam van de soort is voor het eerst geldig gepubliceerd in 1973 door Danilevsky & Kuznetzov.